# József Galambos
József Galambos (* 27. Juli 1900 in Gyüre; † 6. Februar 1980 in Budapest) war ein ungarischer Marathonläufer.
1927 gewann er den Košice-Marathon.
Im Jahr darauf kam er bei den Olympischen Spielen 1928 in Amsterdam auf den 49. Platz in 3:05:58 h, wurde Ungarischer Meister und verteidigte seinen Titel in Košice.
Von 1930 bis 1933 wurde er weitere vier Male Ungarischer Meister. 1932 gelang ihm sein dritter und 1933 (mit seiner persönlichen Bestzeit von 2:37:54 h) sein vierter Sieg in Košice.
1934 wurde er bei den Leichtathletik-Europameisterschaften in Turin Vierter in 2:55:14 h.
1935 und 1936 holte er seinen sechsten und siebten nationalen Titel im Marathon.